# Alphonsus Coen
Alphonsus Coen (Sint-Winoksbergen, 1627 - Gent, 30 december 1700) was een minderbroeder en Neolatijns schrijver over theologische onderwerpen in de Zuidelijke Nederlanden.

## Levensloop
Coen werd minderbroeder-franciscaan en bekleedde heel wat functies binnen zijn orde:
- gardiaan in Brugge en Gent,
- provinciaal definitor,
- provinciaal custos,
- vicaris provinciaal (1687),
- provinciaal (1689).

## Publicaties
- Disputationes theologicae de Deo, sacramentorum institutore et retributore, sive in librum quartum Sententiarum, in quo reductive agitur de indulgentiis, et censuris ad mentem Doctoris Subtilis, 1686.
- Disputationes theologicae de Deo Uno et Trino, sive in Librum I. sent ad mentem Doctoris Subtilis, 1696.